# Клеон д'Андран
Клеон д'Андран (фр. Cléon-d'Andran) насеље је и општина у источној Француској у региону Рона-Алпи, у департману Дром која припада префектури Валанс.
По подацима из 2011. године у општини је живело 892 становника, а густина насељености је износила 87,02 становника/km². Општина се простире на површини од 10,25 km². Налази се на средњој надморској висини од 186 метара (максималној 222 m, а минималној 165 m).

## Демографија
| 1962. | 1968. | 1975. | 1982. | 1990. | 1999. | 2011. |
| ----- | ----- | ----- | ----- | ----- | ----- | ----- |
| 507   | 577   | 601   | 630   | 718   | 800   | 892   |

График промене броја становника у току последњих година